# 奥尔多纳兹
奥尔多纳兹（法語：Ordonnaz），是法国东部安省的一个市镇。面积 14.88平方公里，人口120，人口密度8.06人／平方公里（1999年）。

## 人口
奥尔多纳兹人口变化图示
| 数据来源：INSEE |